# ノイベルグの発酵形式
ノイベルグの発酵形式（—はっこうけいしき、Neuberg's scheme of fermentation）は酵母によるグルコースの発酵機構をカール・ノイベルグが分類したもので、5つの形式に分かれる。
第1形式は糖からエタノールと二酸化炭素を生成する発酵で、従来ゲイ＝リュサックの式といわれたものである。
{\displaystyle {\ce {C6H12O6 -> 2C2H5OH\ + 2CO2}}}
第2形式は発酵液に亜硫酸ナトリウムを加えて発酵中間体のアルデヒドと付加化合物をつくり、発酵液中にグリセリンが生成する発酵である。
{\displaystyle {\ce {C6H12O6 -> C3H5(OH)3\ + CH3CHO\ +CO2}}}
第3形式は糖液をアルカリ性にして発酵させ、グリセリン、エタノール、酢酸を生成する発酵である。第2・第3形式はグリセリン発酵とも呼ばれている。
{\displaystyle {\ce {2C6H12O5 -> 2C3H5(OH)3\ + C2H5OH\ + CH3COOH\ + 2CO2}}}
アーサー・ハーデンとウィリアム・ヤング (William John Young) は糖類の発酵中間体としてヘキソース二リン酸エステルを分離した。ヘキソース二リン酸エステルにやや大量の新鮮な酵母とトルエンを加えて発酵させるとグリセリンとピルビン酸が生成する。これが第4形式である。この場合のヘキソース二リン酸エステルは糖の発酵で生じたものであるから、結局下式によって示される発酵である。
{\displaystyle {\ce {C6H12O6 -> C3H5(OH)3\ + CH3COCOOH}}}
第4形式よりも少量の酵母とトルエンをヘキソース二リン酸エステルに加えるとメチルグリオキサールが生じる。ノイベルグはこれを第5形式としたが現在では認めていない。
{\displaystyle {\ce {C6H12O6 -> 2CH3COCHO\ + 2H2O}}}